# Monte Vettore
Der Monte Vettore ist mit 2476 m s.l.m. der höchste Berg im italienischen Nationalpark Monti Sibillini sowie der Region Marken.
Er erhebt sich in den Sibillinischen Bergen unweit der Grenze zu Umbrien im Umbrisch-Markesischem Apennin. Das Massiv des Monte Vettore ist überwiegend aus hellen Kalken des Lias aufgebaut; sein Umriss ähnelt einem nach Norden offenen Hufeisen, in dessen Mitte sich der Lago di Pilato auf 1941 m s.l.m. befindet.